# Joanna Kaczor
Joanna Kaczor est une ancienne joueuse de volley-ball polonaise née le 16 septembre 1984 à Wrocław. Elle mesure 1,91 m et jouait au poste d'attaquante. Elle a totalisé 108 sélections en équipe de Pologne.

## Clubs
| Club                    | De        | À         |
| ----------------------- | --------- | --------- |
| Gwardia Wrocław         | 1995-1996 | 2004-2005 |
| Golden Eagles du CSI    | 2005-2006 | 2005-2006 |
| Trojans de l'USC        | 2006-2007 | 2007-2008 |
| Gwardia Wrocław         | 2008-2008 | 2008-2008 |
| MKS Muszynianka Muszyna | 2008-2009 | 2008-2009 |
| River Volley Piacenza   | 2009-2010 | 2009-2010 |
| MKS Muszynianka Muszyna | 2010-2011 | 2011-2012 |
| MKS Dąbrowa Górnicza    | 2012-2013 | 2012-2013 |
| Impel Wrocław           | 2013-2014 | 2016-2017 |

## Palmarès

### Équipe nationale
- Championnat d'Europe des moins de 20 ans
  - Vainqueur : 2002.

### Clubs
- Championnat de Pologne
  - Vainqueur : 2009, 2011.
  - Finaliste : 2012, 2013, 2014.
- Coupe de Pologne
  - Vainqueur : 2011, 2013.
- Supercoupe de Pologne
  - Vainqueur : 2011, 2012.